# Harnassmid
Een harnassmid is een smid die gespecialiseerd is in het vervaardigen van harnassen. Het is een bijzondere vorm van wapensmid. 

## Toelichting

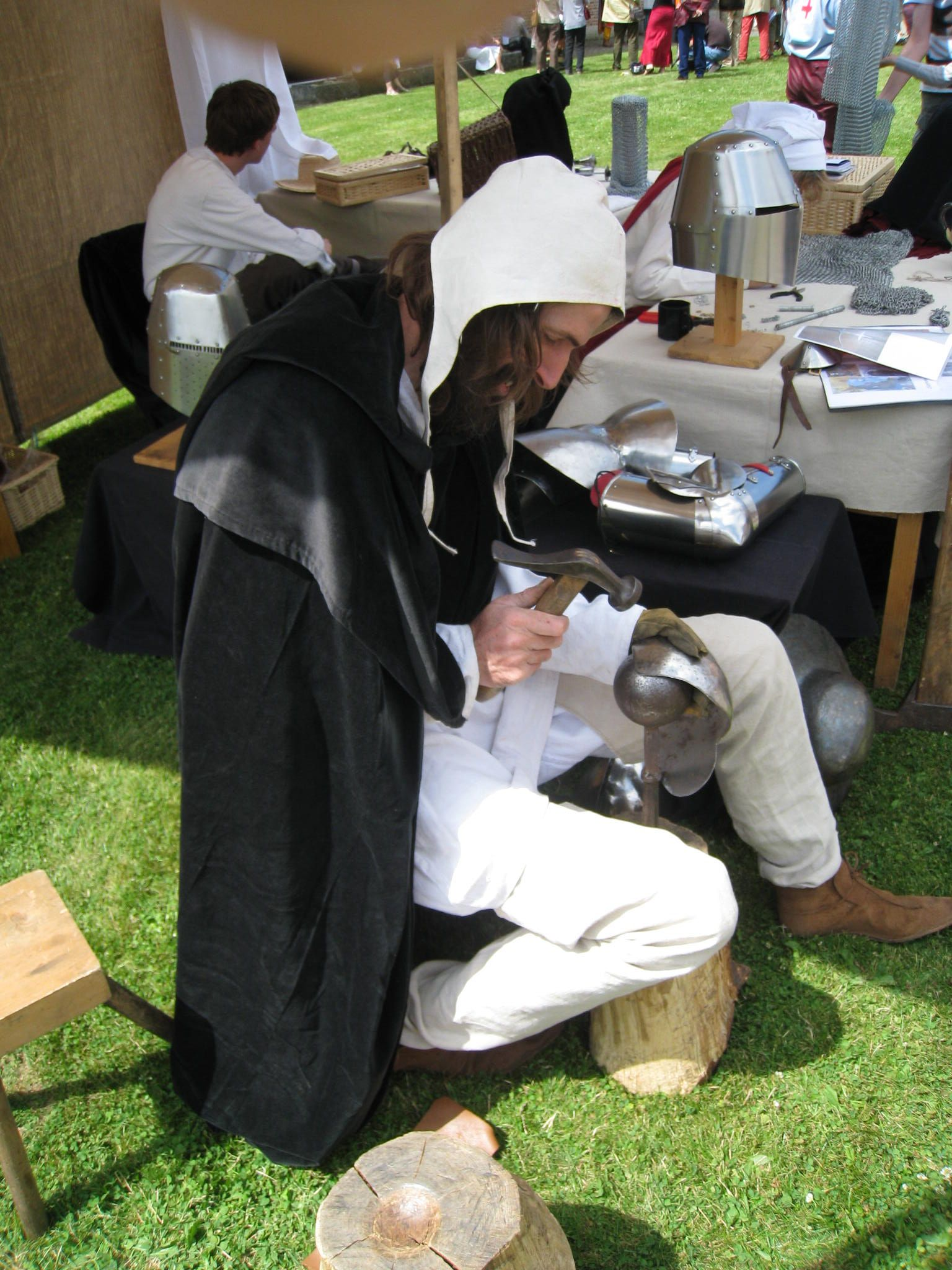
Harnassmid in actie, Alden Biesen, 2008

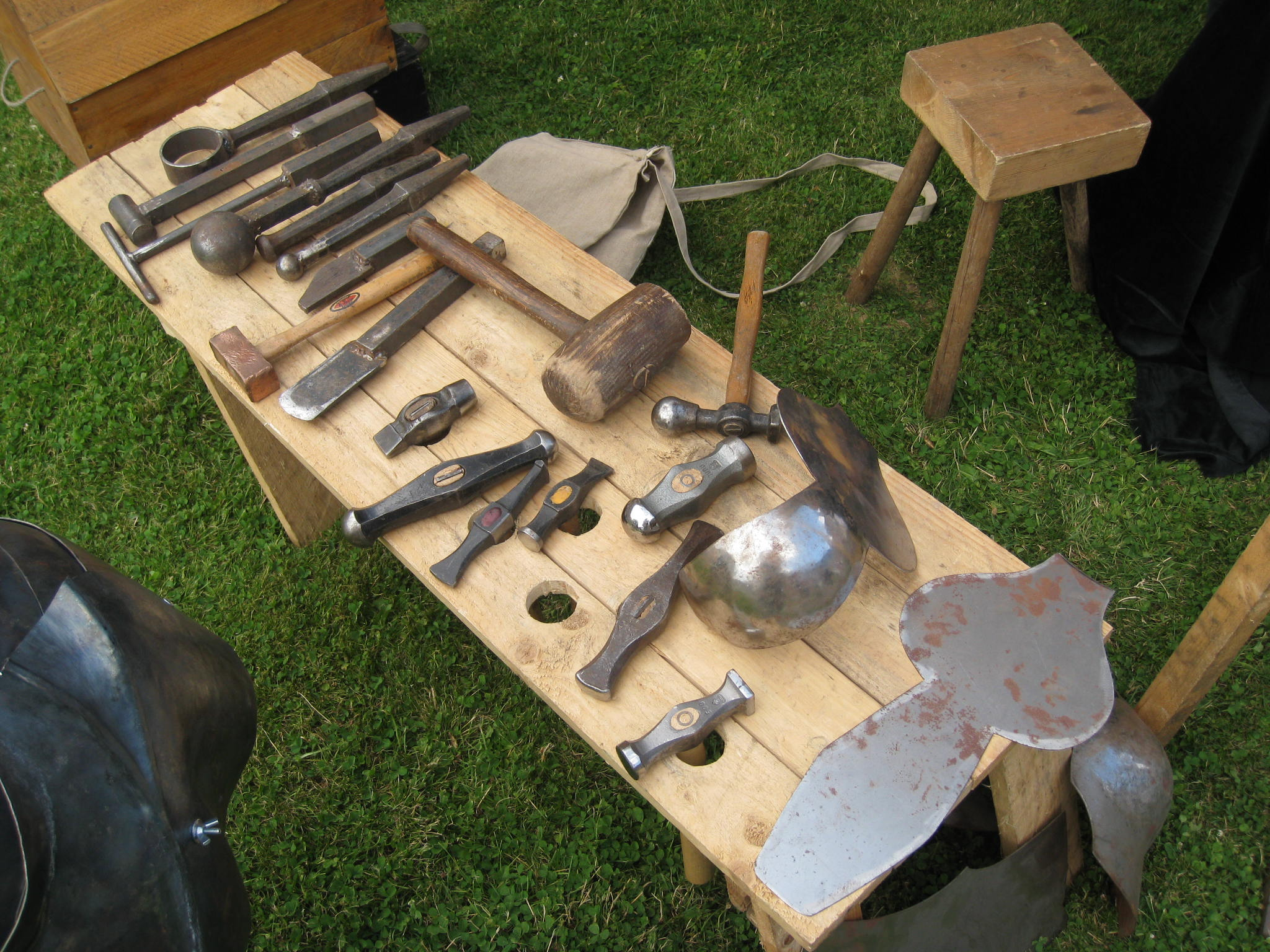
Werktuigen van een harnassmid

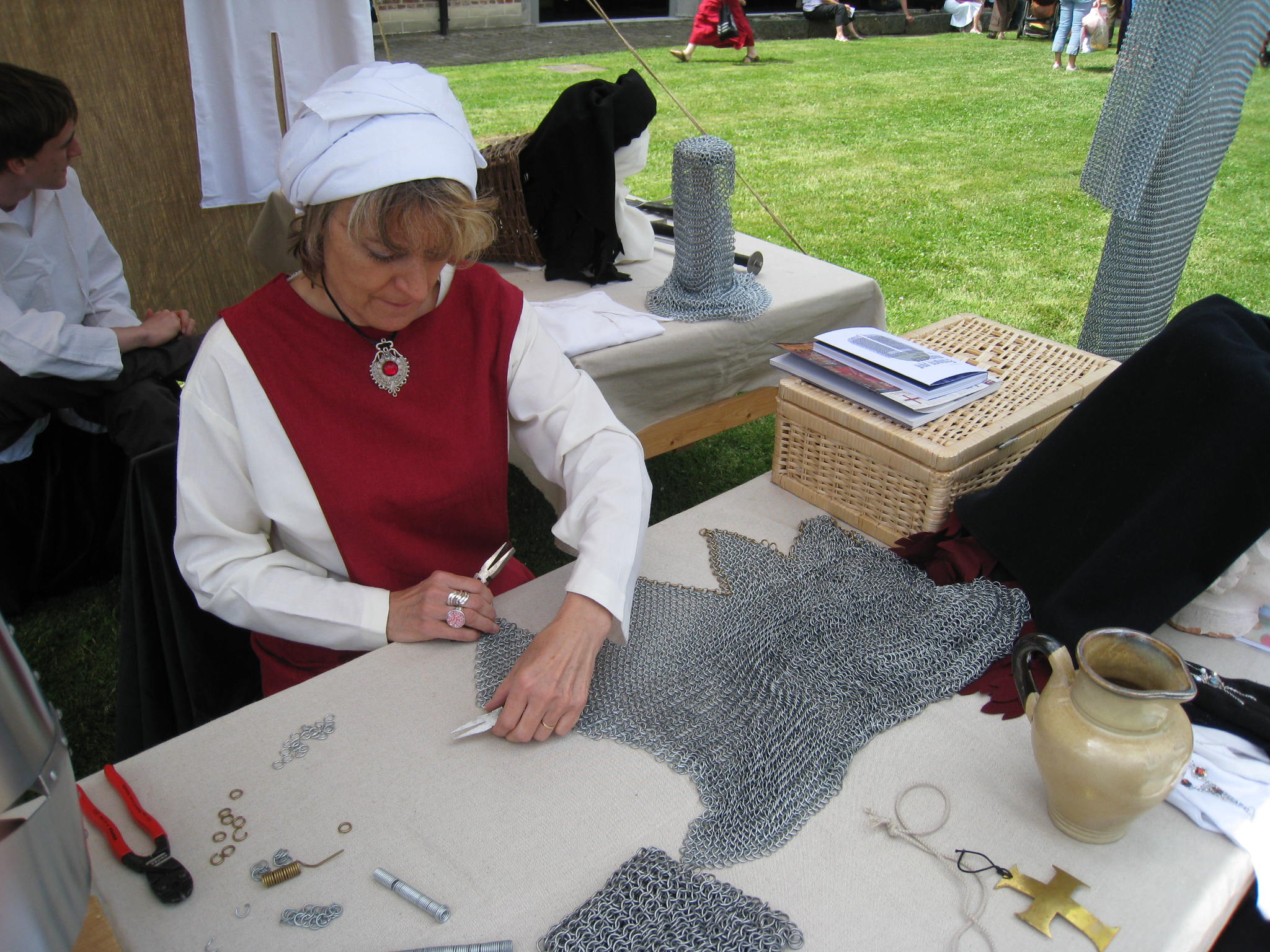
Vervaardigen van een maliënkolder

Het vervaardigen van een middeleeuwse gevechtsuitrusting werd toevertrouwd aan de wapensmid. Dit hield in het vervaardigen van harnassen, maliënkolders en zwaarden. 

De harnassmid gebruikt werktuigen die nu ook aangewend worden voor het herstellen van metalen koetswerk van auto's. 

## Actualiteit
Door de vernieuwde belangstelling voor het verleden en films als De Kronieken van Narnia is er terug aandacht voor de middeleeuwse gevechtsuitrusting waaronder het harnas. Leden van diverse "Levende geschiedenis"-verenigingen beoefenen terug  het zwaardvechten, vaak met echte (botte) wapens. Het dragen van kwaliteitsharnassen beschermt hen tegen de ernstige verwondingen die men kan oplopen door een klap van een bot zwaard.

Wereldwijd zijn er vandaag de dag zo'n 300 harnassmeden actief. Nederland heeft voor zover bekend vier professionele en enkele amateur-harnassmeden binnen haar grenzen. In Wallonië is er ook een harnassmid actief. 